# 愚园路1294号
愚园路1294号（又称董竹君故居或愚园路1294号住宅，原愚园路1320弄1号）位于中華人民共和國上海市长宁区愚园路1294号，1925年建成，占地面积185平方米，建筑面积740平方米，混转结构，风格为假四层英式独立花园洋房。1948年锦江饭店创始人董竹君女士卖出别处两幢洋房后买下此处作为地下党的秘密据点并亲自居住，直到1950年董竹君搬出至新华路。现为中國工商银行愚园路分理处（支行）。